# Karl Mayer-Eymar
Karl David Wilhelm Mayer-Eymar, né le 29 juillet 1826 à Marseille, et mort le 25 février 1907  à Zurich, est un paléontologue et géologue suisse.

## Biographie
Originaire de Saint-Gall, Il y fait ses études avant de partir à Zurich et Paris, puis de revenir en Suisse pour devenir privatdozent à l'École polytechnique fédérale de Zurich entre 1857 et 1864. Il y passera son doctorat en 1866. Il sera conservateur des collections géologiques et paléontologiques entre 1867 et 1896 ainsi qu'enseignant à l'Université de Zurich de 1875 à 1906.
Grand voyageur (Europe, Afrique du Nord), il dépose de nombreux mollusques fossiles de ces lieux au musée d'histoire naturelle de Bâle. Il les classe de façon méthodique (âge géologique Tertiaire). Il est l'inventeur des termes Bartonien en 1857 et Autunien en 1881 qu'il désigne sous le vocable d'Autunin.